# كاتوسا
كاتوسا (بالإنجليزية: Catoosa, Oklahoma)‏ هي مدينة تقع بولاية أوكلاهوما في الولايات المتحدة. تبلغ مساحة هذه المدينة 18 (كم²)، وترتفع عن سطح البحر 190 م، بلغ عدد سكانها 7151 نسمة في عام 2010 حسب إحصاء مكتب تعداد الولايات المتحدة.

## وصلات خارجية
- The US50 - Cities and Towns in Oklahoma State